# Vòng loại Giải vô địch bóng đá thế giới 2026 – Khu vực Bắc, Trung Mỹ và Caribe (Vòng 1)
Vòng 1 của vòng loại Giải vô địch bóng đá thế giới 2026 khu vực Bắc, Trung Mỹ và Caribe diễn ra từ ngày 22 đến 26 tháng 3 năm 2024.

## Thể thức
Bốn đội nằm ở cuối danh sách tham dự của khu vực đã thi đấu theo thể thức sân nhà và sân khách qua hai lượt trận trong hai cặp đấu. Hai đội chiến thắng đã giành quyền tham dự vòng 2.

## Hạt giống
Các đội được xếp hạt giống dựa trên Bảng xếp hạng bóng đá nam FIFA tháng 12 năm 2023 (thứ hạng được thể hiện trong dấu ngoặc đơn).
Ghi chú: Các đội tuyển được in đậm đã giành quyền vào vòng 2.
| Được xếp nhóm hạt giống                                              | Không được xếp nhóm hạt giống                       |
| -------------------------------------------------------------------- | --------------------------------------------------- |
| 1. Quần đảo Turks và Caicos (206) 2. Quần đảo Virgin thuộc Anh (207) | 1. Quần đảo Virgin thuộc Mỹ (208) 2. Anguilla (209) |

Các cặp đấu trong vòng loại đầu tiên được xác định như sau:
- Đội xếp thứ nhất vs đội xếp thứ tư
- Đội xếp thứ hai vs đội xếp thứ ba

Các đội tuyển có thứ hạng thấp hơn sẽ tổ chức trận lượt đi, trong khi các đội tuyển có thứ hạng cao hơn sẽ tổ chức trận lượt về.

## Tóm tắt
Trận lượt đi diễn ra vào ngày 22 tháng 3, trong khi trận lượt về diễn ra vào ngày 26 tháng 3 năm 2024.
| Đội 1                    | TTSTooltip Aggregate score | Đội 2                     | Lượt 1 | Lượt 2       |
| ------------------------ | -------------------------- | ------------------------- | ------ | ------------ |
| Anguilla                 | 1–1 (4–3 p)                | Quần đảo Turks và Caicos  | 0–0    | 1–1 (s.h.p.) |
| Quần đảo Virgin thuộc Mỹ | 1–1 (2–4 p)                | Quần đảo Virgin thuộc Anh | 1–1    | 0–0 (s.h.p.) |

## Các trận đấu
| Anguilla | 0–0                               | Quần đảo Turks và Caicos |
| -------- | --------------------------------- | ------------------------ |
|          | Báo cáo (FIFA) Báo cáo (CONCACAF) |                          |

| Quần đảo Turks và Caicos                           | 1–1 (s.h.p.)   | Anguilla                                                 |
| -------------------------------------------------- | -------------- | -------------------------------------------------------- |
| - Forbes 23'                                       | Báo cáo (FIFA) | - Paris 45+3' (ph.đ.)                                    |
| Loạt sút luân lưu                                  |                |                                                          |
| - Cadet - Louisy - Paul - Howell - Forbes - Martin | 3–4            | - Lawrence - Paris - Deans - Connor - Carpenter - Duncan |

Tổng tỷ số sau hai lượt trận là 1–1. Anguilla thắng 4–3 trong loạt sút luân lưu và giành quyền vào vòng 2 (Bảng F).
| Quần đảo Virgin thuộc Mỹ | 1–1                               | Quần đảo Virgin thuộc Anh |
| ------------------------ | --------------------------------- | ------------------------- |
| - Blaschka 73'           | Báo cáo (FIFA) Báo cáo (CONCACAF) | - Liziario 90+2'          |

| Quần đảo Virgin thuộc Anh                            | 0–0 (s.h.p.)   | Quần đảo Virgin thuộc Mỹ                |
| ---------------------------------------------------- | -------------- | --------------------------------------- |
|                                                      | Báo cáo (FIFA) |                                         |
| Loạt sút luân lưu                                    |                |                                         |
| - Bertie - Wiltshire - Gallimore - Forbes - Callwood | 4–2            | - Kendall - Whyte - Blaschka - J. Ramos |

Tổng tỷ số sau hai lượt trận là 1–1. Quần đảo Virgin thuộc Anh thắng 4–2 trong loạt sút luân lưu và giành quyền vào vòng 2 (Bảng E).

## Cầu thủ ghi bàn
Đã có 4 bàn thắng ghi được trong 4 trận đấu, trung bình 1 bàn thắng mỗi trận đấu.
1 bàn
- Luke Paris
- Billy Forbes
- Hugo Liziario
- Jett Blaschka